# Chris Bourque
Chris Bourque (Boxford, 29 gennaio 1986) è un hockeista su ghiaccio statunitense di origine canadese, figlio di Ray Bourque. Gioca in American Hockey League.